# Bitva o kótu 3234
Bitva o kótu 3234 byla významná epizoda v rámci operace Magistrála během sovětské války v Afghánistánu.

## Rámec událostí
V listopadu 1987 zahájila sovětská 40. armáda, s účastí jednotek afghánské armády loajálních prosovětskému režimu, operaci Magistrála s cílem uvolnit blokádu afghánského města Chóst.
Sovětští výsadkáři byli vysazeni na výšinách okolo cesty z Gardezu do Chóstu. Jednou z těchto výšin byla i kóta 3234, kterou bránila, s dělostřeleckou podporou, 9. rota 345. gardového výsadkového pluku (девятая парашютно-десантная рота 345 гвардейского отдельного парашютно-десантного полка) Sovětské armády o síle 39 mužů.

## Průběh
7. ledna 1988, v 15.30 hodin, na kótu 3234 zaútočila jednotka přibližně 200 až 400 dobře vyzbrojených a organizovaných mudžáhedinů. Po odražení tohoto útoku následovalo v průběhu 12 následujících hodin dalších 11 útoků, které byly rovněž odraženy. 8. ledna 1988 se mudžáhedinové stáhli.
Bojů se na straně mudžáhedinů údajně zúčastnili i příslušníci pákistánských speciálních jednotek, tzv. Černých čápů.

## Oběti
6 sovětských výsadkářů v bojích zahynulo, 28 bylo zraněno, z toho 9 těžce. Dva ze zabitých výsadkářů obdrželi titul Hrdina Sovětského svazu. Ztráty mudžáhidů se (vzhledem k odkrytému terénu pod kótou, dělostřelecké podpoře obránců a intenzitě útoků) odhadují na přibližně 100 mužů. Dva ze zabitých vojáků Vjačeslav Alexandrovič Alexandrov a Andrej Alexandrovič Melnikov byli posmrtně oceněni Zlatou hvězdou Hrdiny Sovětského svazu. Všichni parašutisté v této bitvě dostali Řád rudého praporu a Řád rudé hvězdy.

## Filmové zpracování
Na základě událostí bitvy o kótu 3234 byl natočen rusko-finsko-ukrajinský film 9. rota, uvedený na trh v roce 2005.

## Hudební zpracování
V roce 2016 švédská powermetalová skupina Sabaton vydala na albu Last stand skladbu pojmenovanou Hill 3234 odkazující na tuto bitvu.